# Pieter van Vark
Pieter Adriaan van Vark (Den Haag, 1 mei 1886 – Heelsum, 21 december 1944) was Nederlandse militair en verzetsstrijder.

## Levensloop
Van Vark groeide op als enig kind. Van huis uit was hij hervormd. Op latere leeftijd verliet Van Vark die kerk na een bezoek van ouderlingen uit de hervormde kerk uit Ede, nadat hij had besloten een van zijn kinderen naar de plaatselijke openbare school te sturen.
In navolging van zijn opa wilde hij al vanaf jonge leeftijd militair worden. Op 20-jarige leeftijd ging hij in dienst en kwam terecht bij de artillerie. Het grootste deel van zijn carrière was hij in Ede gelegerd. Van Vark klom op tot de rang van opperwachtmeester. In 1926 werd hij benoemd tot instructeur bij de School voor Verlofs-Officieren der Bereden Artillerie (SVOBA).
In aanloop naar de uitbraak van de Tweede Wereldoorlog werd de SVOBA overgebracht naar Haarlem. Tijdens de Duitse inval in mei 1940 verbleef Van Vark dus ook daar. Hij kwam niet in actie. Kort na de Nederlandse overgave maakte Adolf Hitler bekend dat de Nederlandse militairen uit krijgsgevangenschap werden vrijgelaten. Kort daarna vond hij een baan als ziekencontroleur bij de ENKA in Ede.
In de tweede helft van 1940 raakte Van Vark betrokken bij de Ordedienst, een organisatie die voornamelijk bestond uit militairen en zich er in eerste instantie op richtte om de openbare orde te handhaven na een eventuele Duitse overgave. Van Vark werkte onder andere samen met zijn buurman Piet Rombout en zijn vroegere collega Derk Wildeboer. Hij hield zich onder andere bezig met de verspreiding van illegale bladen. Ook was hij hoofdbewaker van een groep Nederlandse SS'ers die tijdens de Slag om Arnhem op de vlucht waren geslagen. Het idee was om hen na een paar dagen over te dragen aan de geallieerden. De Slag om Arnhem ging echter verloren en de locatie waar de SS'ers gevangen werden gehouden was nodig voor de opvang van achtergebleven Britse parachutisten. Daarop werd het besluit genomen de vijf man te executeren.
Bij een huiszoeking bij hem thuis, waar Ries Jansen en Johnny de Droog bij betrokken waren, werden meerdere exemplaren van het lokale verzetsblad De Eendracht aangetroffen. Jansen en De Droog waren Van Vark op het spoor gekomen door zich tegenover een zekere reserveluitenant Dekker voor te doen als illegale werkers. Bij de huiszoeking misten zij de geweren die in het kippenhok waren verborgen.
Van Vark werd meegenomen naar De Wormshoef in Lunteren, het regionale hoofdkwartier van de Sicherheitsdienst. Daar zat hij meerdere dagen gevangen. Tijdens de ondervragingen werd hij zwaar mishandeld. Na de oorlog werd bekend dat Van Vark op 21 december 1944 bij het Kinderkoloniehuis in Heelsum door Friedrich Enkelstroth, was doodgeschoten. Zijn lichaam werd op aanwijzing van de gearresteerde Jansen teruggevonden. In eerste instantie werd hij begraven op de Algemene Begraafplaats in Ede, later werd het stoffelijk overschot herbergraven in het Mausoleum in Ede.

## Persoonlijk
Van Vark was getrouwd met Jansje Slijkhuis (1891-1988). Samen had het stel zes kinderen. In april 2017 werd bekend dat er een Pieter van Varklaan komt in de nieuw te bouwen verzetsheldenbuurt op het voormalige kazernecomplex Ede-Oost. Zijn zoon Gerrit woonde in Nederlands-Indië ten tijde van de Japanse bezetting. Hij overleed in 1943 in krijgsgevangenschap in Thailand, iets wat Pieter van Vark nooit heeft geweten. Zijn weduwe kwam met hun 4-jarige zoon na de oorlog terug naar Nederland, maar Van Varks kleinzoon overleed vrijwel direct na terugkomst aan de gevolgen van de mazelen.